# Siège de Shimoda
Le siège de Shimoda est un siège naval mené contre une forteresse côtière du clan Go-Hōjō située à Shimoda dans la province d'Izu. Cette action militaire est contemporaine du plus important siège d'Odawara du 4 août 1590 et bien que les commandants de l'armée assiégeante comptent parmi les meilleurs généraux de Hideyoshi, ils sont tenus en échec par les 600 défenseurs de la forteresse pendant quatre mois.

## Source de la traduction
- (en) Cet article est partiellement ou en totalité issu de l’article de Wikipédia en anglais intitulé « Siege of Shimoda » (voir la liste des auteurs).